# Талмач Леонід Петрович
Леонід Петрович Талмач (рум. Leonid Tălmaci) (народився 26 квітня 1954, село Ретень Ришканського району МРСР — молдовський економіст, колишній президент Національного Банку Молдови (1991—2009).
В період 2013—2015 Президент Асоціації Банків Молдови.
З 2015 — президент комітету правління Банку «Moldindcombank».

## Цікаві факти
Підпис Леоніда Талмача стоїть на всіх банкнотах молдовського лея, які були емітовані між 1992 і 2010 роками.